# ハロー軌道

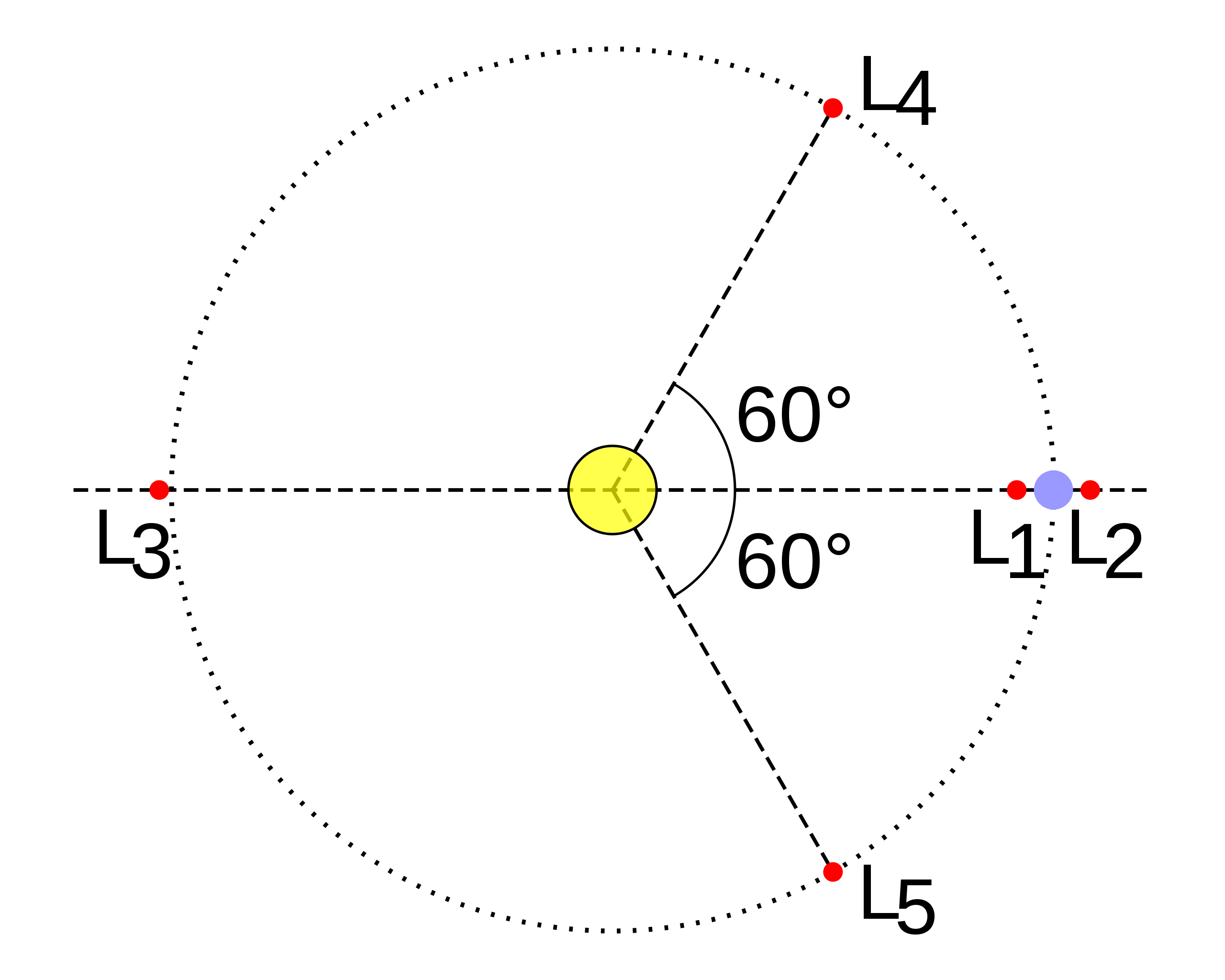
ラグランジュ点 L_{1} - L_{5}

ハロー軌道 (halo orbit)とは、ラグランジュ点(L1, L2, L3)の周りを周回する軌道である。ラグランジュ点には質量がなく平衡点であるので、厳密に物理的に言えば探査機はラグランジュ点のまわりを周回しているわけではなく、ラグランジュ点近くを閉じた軌道で周回しているといえる。ハロー軌道は、2天体の重力と探査機の向心加速度が複雑に関係した結果実現されるものである。ハロー軌道は、太陽-地球系や地球-月系など、多くの三体問題系に存在する。また、各ラグランジュ点において北側と南側の二つのハロー軌道が存在する。ハロー軌道は不安定であるので、探査機をこの軌道にとどめるためには何らかの軌道制御が必要である。

## 定義と歴史
この種の軌道についての呼び名は、天文学者Robert Farquharが彼の博士論文において"halo 3"と名付けたのが最初である。彼は宇宙機を月の裏側のハロー軌道(地球-月系のL2)に配置し、アポロ計画で月の裏側に着陸した際の通信中継拠点として使うことを考えていた。このアイディアはアポロ計画においては実現されることはなかったが、コンステレーション計画において採用される可能性も残されていた。
初めてハロー軌道に投入されたのは、1978年に打ち上げられたISEE-3/ICEである。ISEE-3/ICEは太陽-地球系のL1点に向かい、そこに数年間滞在した。次にハロー軌道を利用したのは、アメリカ航空宇宙局と欧州宇宙機関が共同で運用する太陽観測衛星SOHOである。1996年に太陽-地球系のL1点に到達した。SOHOの軌道はISEE-3の軌道によく似ている。その後もいくつかの探査機がラグランジュ点に到達しているが、これらの多くは周期的でないリサジュー軌道を取っており、厳密にはハロー軌道とは違うものである。
Farquharはハロー軌道を記述するのに解析的な表現を用いたが、Kathleen Howellは数値計算によってより厳密な軌道を示した。ハロー軌道を持つ直近の宇宙機は2001年に打ち上げられたジェネシスで、ハロー軌道への投入と脱出を効率的に行うための力学的な理論を初めて実践した例である。

## 参考
1. ↑  Farquhar, R. W.: "The Control and Use of Libration-Point Satellites", Ph.D. Dissertation, Dept. of Aeronautics and Astronautics, Stanford University, Stanford, CA, 1968
2. ↑  Dunham, D.W. and Farquhar, R. W.:"Libration-Point Missions 1978-2000," Libration Point Orbits and Applications, Parador d'Aiguablava, Girona, Spain, June 2002
3. ↑  Howell, K. C.: "Three-Dimensional,
Periodic, 'Halo' Orbits", Celestial Mechanics, Volume 32, Number 53, 1984